# Solar de D. Violante do Canto
O Solar de D. Violante do Canto, vulgarmente denominado Casa de D. Violante do Canto, é um solar português, localizado na ilha açoriana da Terceira, município de Angra do Heroísmo.
Encontra-se classificado como Imóvel de Interesse Público pela Resolução n.º 41/80, de 11 de Junho, e como Monumento Regional, incluido no conjunto classificado da Zona Central da Cidade de Angra do Heroísmo, conforme artigos 10.º e 57.º do Decreto Legislativo Regional n.º 29/2004/A, de 24 de Agosto.

## História
Este solar foi residência da importante figura da história portuguesa, D. Violante do Canto que no contexto da crise de sucessão de 1580, distinguiu-se entre os principais apoiantes de António I de Portugal na luta contra Filipe II de Espanha.
Atualmente é a sede do Sport Clube Lusitânia, que além de ser uma Instituição de Utilidade Pública é a Delegação nº 14 do Sporting Clube de Portugal, tendo adoptado as cores deste. Tem uma delegação própria em Toronto, Canadá, com o seu nome.